# 英國汽車控股
英國汽車控股（ British Motor Holdings Limited ，BMH）是英國的一家汽車公司，前身是英國汽車公司（BMC）。這家公司是英國汽車公司在這一年收購捷豹之後創建。然而在僅僅成立13個月之後，該公司又和利蘭汽車公司合併為英國利蘭汽車公司 。